# Chemin de croix des Espélugues

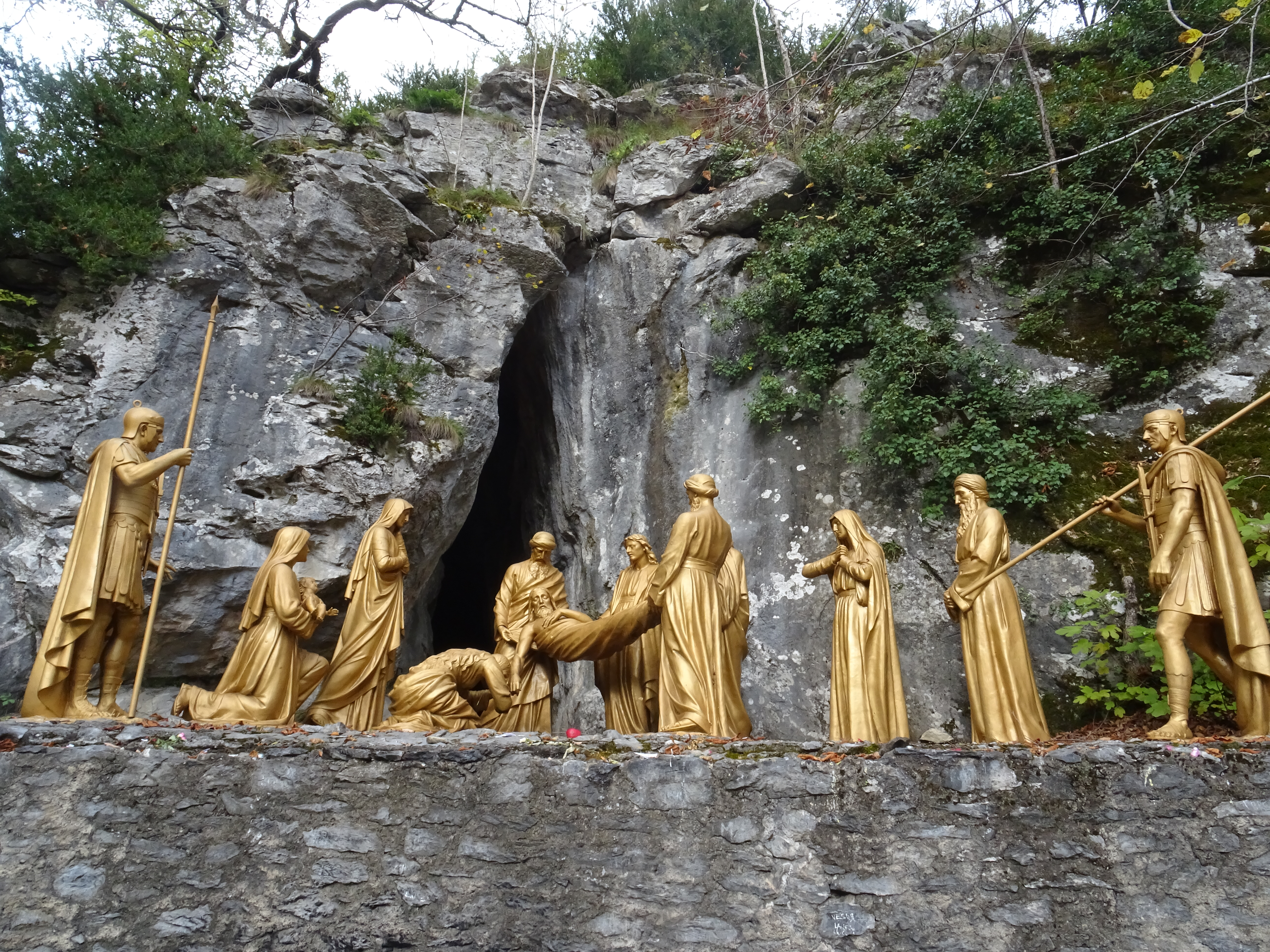
La dernière station du Chemin de croix des Espélugues : le corps de Jésus est mis au tombeau.

Le Chemin de croix des Espélugues est un Chemin de croix monumental situé à Lourdes, sur la colline des Espélugues, au sud et proche de la basilique de l'Immaculée-Conception. Il appartient au sanctuaire de Notre-Dame de Lourdes.   

## Descriptions

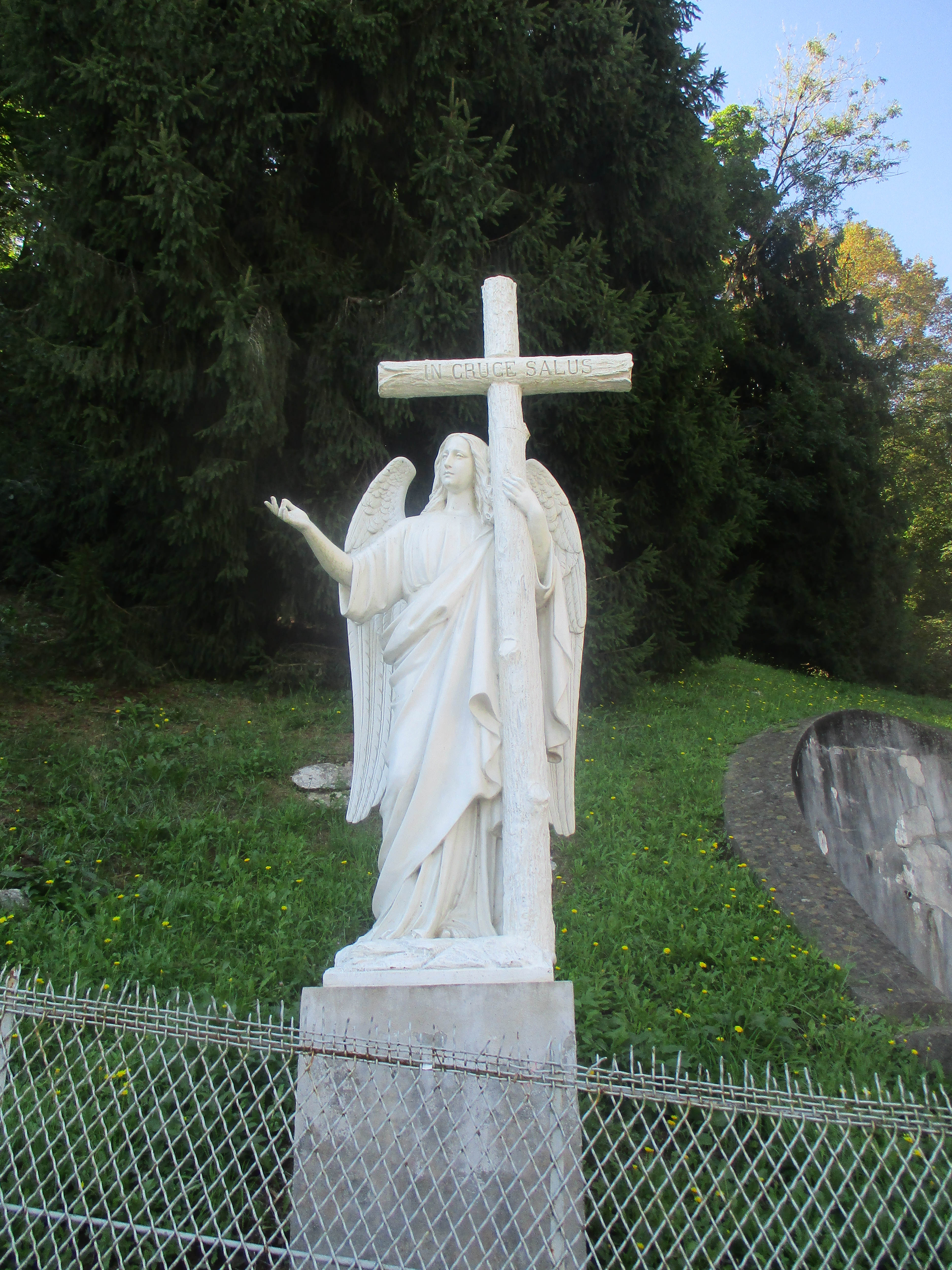
L'Ange de la douleur, au début du Chemin de croix.

La colline des Espélugues est séparée de la partie centrale du sanctuaire par l'avenue Mgr Théas et la route de la Forêt ; elle domine, au sud, les trois basiliques. La métairie des Espélugues (alors un terrain communal) qui s'étend sur la colline a été acquise par les missionnaires de Garaison, responsables des sanctuaires, en 1869 pour 4.000 F, sous certaines conditions - dont celle de ne pas utiliser les pierres au-dehors du domaine (et donc pour la construction de la chapelle, future basilique).
L'accès au parcours du Chemin de croix se trouve sur l'avenue Mgr Théas en face de l'esplanade de la crypte. Il est signalé par la statue en marbre blanc de l'Ange de la douleur qui tient une croix portant l'inscription « In cruce salus ».

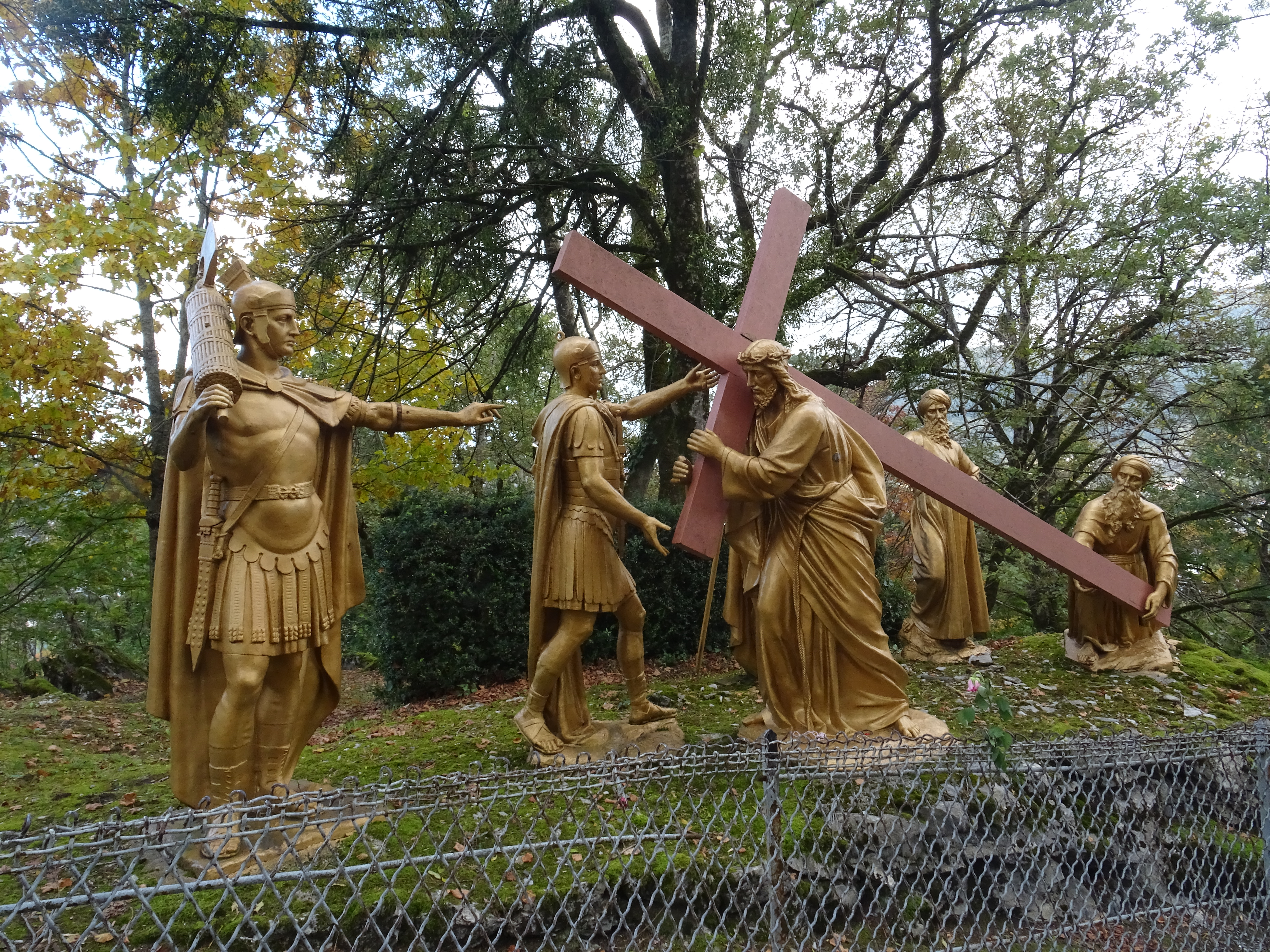
Cinquième station : Simon de Cyrène aide Jésus à porter sa croix.

Le Chemin de croix, mettant en scène des personnages légèrement plus grands que nature (environ 2 m de haut), serpente à travers les arbres et les rochers sur un parcours d'environ 1.500 mètres, montant jusqu'à la 13e station puis redescendant de façon plus rapide. Il comporte les quatorze stations traditionnelles qui évoquent la passion du Christ, depuis sa condamnation jusqu'à sa mise au tombeau, plus une quinzième station, la résurrection du Christ, ajoutée en 1958.
Pour atteindre la première station, un escalier de pierre de 28 marches rappelle la Scala Sancta de Rome qui figure l'escalier du prétoire que Jésus monta pour être présenté à Ponce-Pilate ; nombre de pèlerins le gravissent, comme celle-ci, en priant et à genoux.
Les personnages, au nombre de 115, sont en fonte, et réalisés pour la maison Raffl par la fonderie Durenne de Sommevoire . La plupart des stations sont des dons de diocèses de France, d'autres le sont de nations étrangères (la 4e par des allemands, la 10e par des hongrois et la 14e par des italiens).

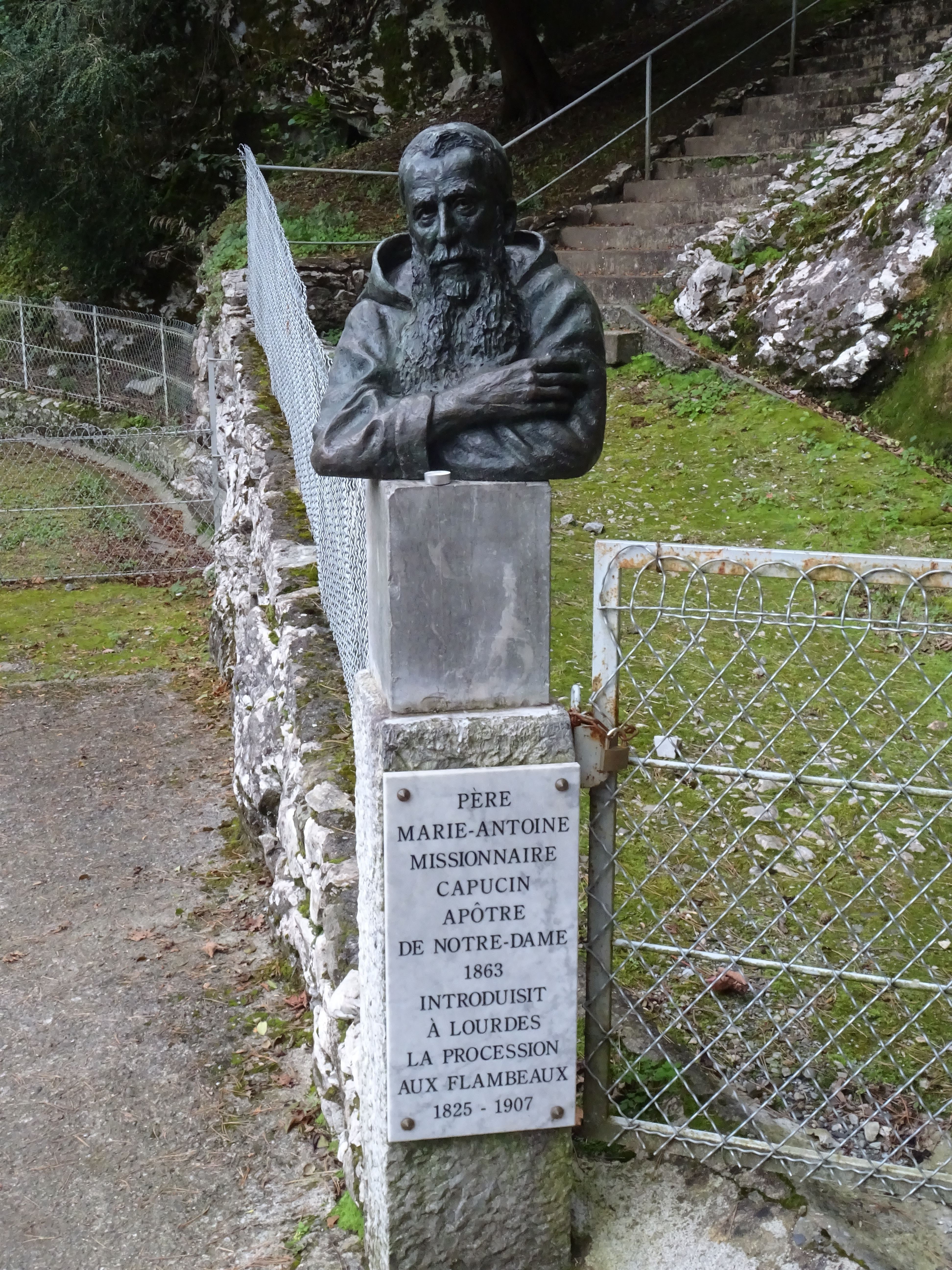
Buste du Père Marie-Antoine.

La première station a été installée en 1901, peu de temps après la consécration de la basilique du Rosaire : ce 6 octobre, un cortège de vingt-cinq prélats, y compris le cardinal Langénieux, légat du pape et ancien évêque du lieu, se rendirent aux Espélugues pour y bénir la Scala Santa montant vers cette première station. La mise en place des autres stations a été faite de façon progressive. L'inauguration solennelle du Chemin de croix eut lieu les 14 et 15 septembre 1912, dates des fêtes de l'Exaltation de la Sainte Croix et de Notre-Dame des Douleurs. 
À la sortie du Chemin de croix, au débouché sur la route de la Forêt, se trouve un buste du Père Marie-Antoine, pionnier des Pèlerinages de Lourdes et introducteur de la procession aux flambeaux.